# Belvosia recticornis
Belvosia recticornis là một loài ruồi trong họ Tachinidae.